# Bentley Continental Flying Spur
O Bentley Continental Flying Spur é uma versão quatro portas do Bentley Continental GT lançada em 2005 e, tal como o Continental GT, compartilha sua plataforma com o Volkswagen Phaeton e componentes do conjunto motriz com o Audi A8 e o Audi S8.
O carro é fabricado na fábrica da Bentley em Crewe, Inglaterra. Resumidamente, devido à falta de capacidade na fábrica Crewe após a introdução do carro, alguns Flying Spurs destinados a outros mercados além dos Estados Unidos e do Reino Unido foram construídos na Fábrica Transparente da Volkswagen em Dresden na Alemanha. Este acordo terminou em 2006, quando todo o trabalho de montagem reverteu para Crewe. Uma segunda geração conhecida foi lançada em 2013.

## Primeira Geração (2005–2013)
Durante as primeiras vendas anuais do Continental Flying Spur, o número de entregas excedeu 4.500.

### Motores
O Continental Flying Spur tem um motor Volkswagen W12 de 699 litros cúbicos (366,0 pés cúbicos) (6,0 litros) compartilhado com o Volkswagen Phaeton, mas ajustado para produzir 560 cv (412 kW; 552 cv) e torque de 650 N⋅ m (479 lbf⋅ft) a 1.600–6.100 rpm. O trator permanente com tração nas quatro rodas da Torsen é padrão. Pode ir de 0 a 100 km / h (0,0 a 62,1 km / h) em 5,2 segundos e pode atingir uma velocidade máxima de 312 km / h (194 mph).[4][5] O carro tem tração nas quatro rodas com suspensão pneumática adaptativa e controle contínuo de amortecimento. As vendas começaram na primavera de 2005.